# 利城郡
利城郡，是中国古代地处山东省东南、江苏省东北的郡。
东汉建安三年（198年），曹操分东海郡置利城郡，治所在利城县（今山东省临沭县东南、江苏省连云港市赣榆区西北）。曹魏黄初六年（225年），曹丕东征孙权，利城郡士兵蔡方乘机起事，以唐咨为首，攻杀利城太守徐箕（一作徐質）。不久利城郡被废。